# Taivas lyö tulta
Taivas lyö tulta — первый сингл финской пауэр-метал группы Teräsbetoni, выпущенный в 2005 году.
Песня «Pyhä maa» (с фин. — «Священная земля») с этого сингла в дебютный альбом не вошла, однако в некоторых изданиях альбома «Vaadimme Metallia» она присутствует в качестве бонус-трека.

## Список композиций
1. «Taivas lyö tulta» — 3:22 ('Небеса в огне')
2. «Pyhä maa» — 3:41 ('Священная земля')

## Исполнители
- Яркко Ахола — вокал, бас-гитара
- Арто Ярвинен — гитара
- Вильо Рантанен — гитара
- Яри Куокканен — ударные